# Оле Мадсен
Оле Мадсен (дан. Ole Madsen, 21 грудня 1934, Копенгаген — 26 березня 2006) — данський футболіст, що грав на позиції нападника, зокрема, за клуби «Геллеруп» та «Спарта», а також національну збірну Данії.
Данський футболіст 1964 року. 

## Клубна кар'єра
У дорослому футболі дебютував 1954 року виступами за команду «Стефан», в якій провів три сезони. 
Своєю грою за цю команду привернув увагу представників тренерського штабу клубу «Геллеруп», до складу якого приєднався 1958 року. Відіграв за команду з Геллерупа наступні сім сезонів своєї ігрової кар'єри.
1965 року перейшов до роттердамської «Спарти», у складі якої провів наступні три роки своєї кар'єри гравця. Більшість часу, проведеного у складі «Спарти», був основним гравцем атакувальної ланки команди.
Завершив ігрову кар'єру 1970 року в «Геллерупі», до якого повернувся двома роками раніше.

## Виступи за збірну
1958 року дебютував в офіційних матчах у складі національної збірної Данії. Протягом кар'єри у національній команді, яка тривала 12 років, провів у її формі 50 матчів, забивши 42 голи.
Був капітаном данської команди чемпіонату Європи 1964 року у Франції.
Помер 26 березня 2006 року на 72-му році життя.

## Титули і досягнення

### Командні
- Володар Кубка Нідерландів (1):

«Спарта»: 1965-1966

### Особисті
- Данський футболіст року (1): 1964